# ミシガンシティ (インディアナ州)

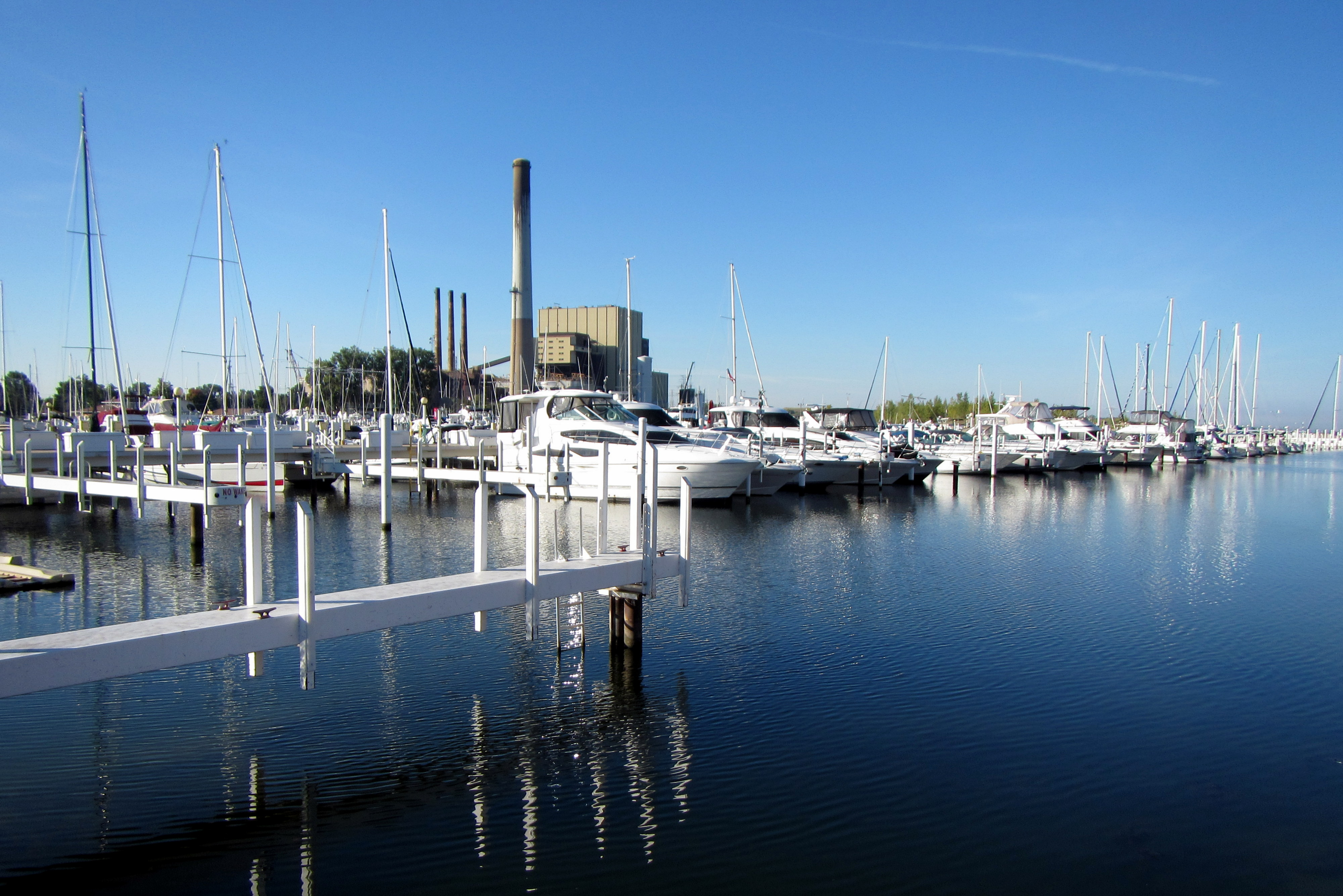
マリーナ

ミシガンシティ（Michigan City）は、アメリカ合衆国インディアナ州のラポート郡にある都市である。人口は3万2075人（2020年）。シカゴの東80キロメートル、ミシガン湖畔に位置する。

## 地理

ラポート郡内の位置（右）

ミシガンシティはインディアナ州北部にある。座標は、北緯41度44分04秒 西経86度52分23秒 / 北緯41.73444度 西経86.87306度。

## 交通

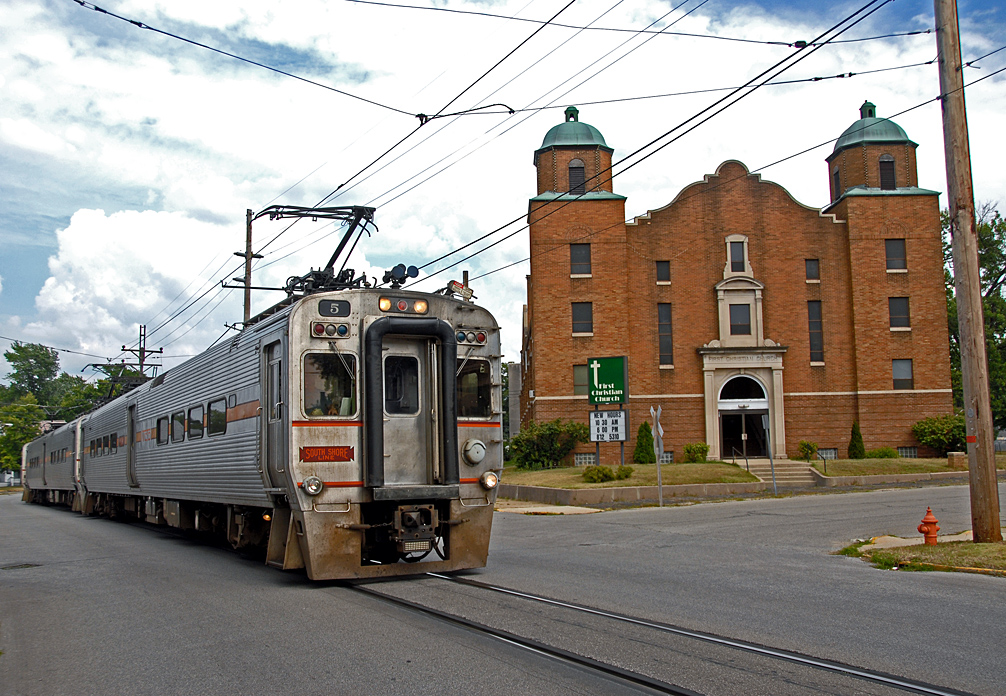
11番街を走る電車

ミシガンシティにはシカゴとサウスベンドを結ぶサウスショアー線の駅が2つある。列車は街の11番街を直接通り抜ける。
アムトラックのミシガンシティ駅は2022年に廃駅となった。シカゴからデトロイトまで1日3本のウルヴァリンが停車していた。

## 人口動勢

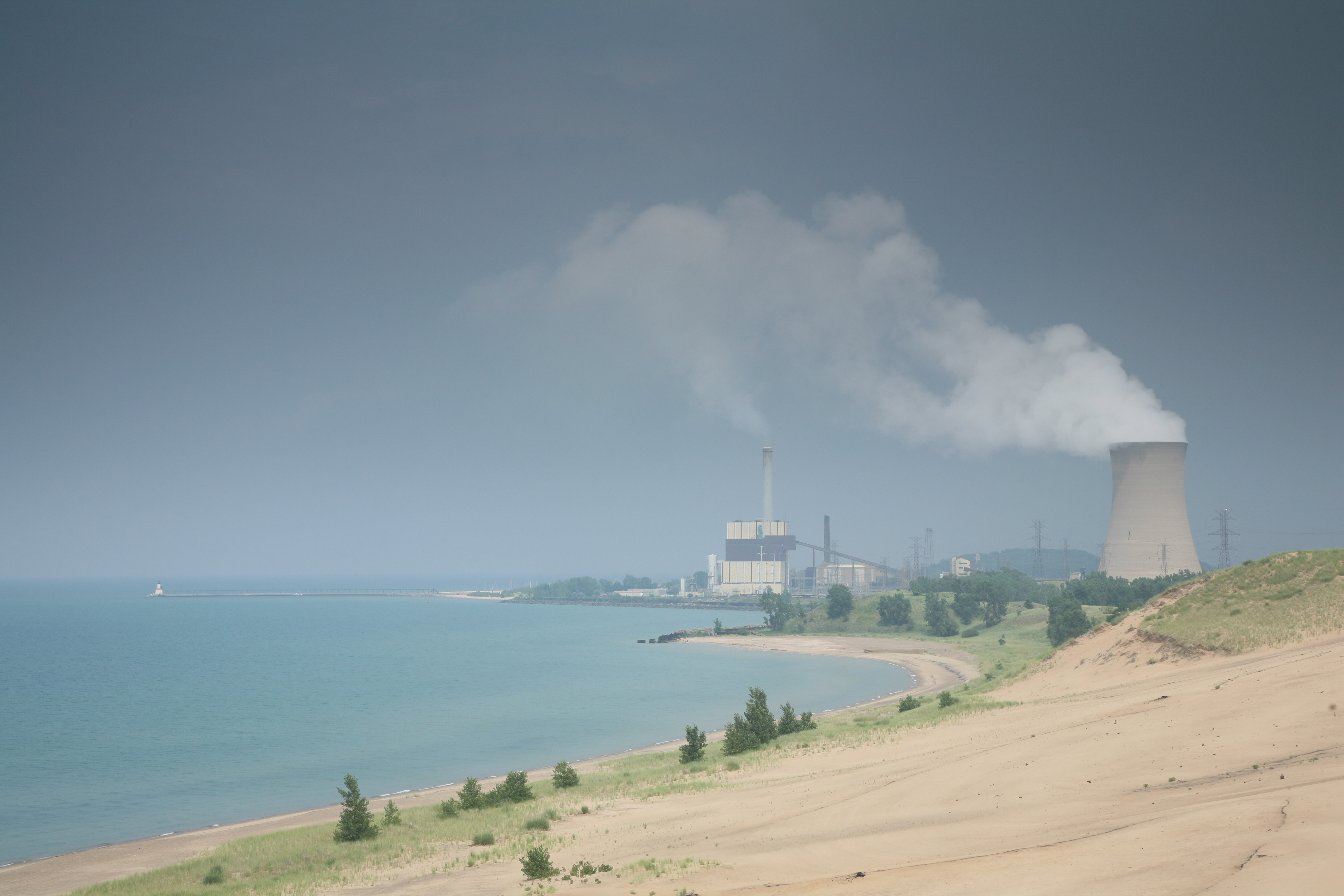
ミシガン湖と発電所

2000年国勢調査で、この都市は人口32,900人、12,550世帯、及び7,906家族が暮らしている。人口密度は648.1/km2 (1,678.6/mi2) である。280.1/km2 (725.6/mi2) の平均的な密度に14,221軒の住宅が建っている。この都市の人種的な構成は白人69.45%、アフリカン・アメリカン26.31%、先住民0.26%、アジア0.51%、太平洋諸島系0.02%、その他の人種1.10%、及び混血2.36%である。ここの人口の3.15%はヒスパニックまたはラテン系である。
この都市内の住民は25%が18歳未満の未成年、18歳以上24歳以下が9.6%、25歳以上44歳以下が30.8%、45歳以上64歳以下が20.6%、及び65歳以上が14.1%にわたっている。中央値年齢は35歳である。女性100人ごとに対して男性は101.8人である。18歳以上の女性100人ごとに対して男性は100.9人である。
この都市内の世帯ごとの平均的な収入は33,732米ドルであり、家族ごとの平均的な収入は39,520米ドルである。男性は32,194米ドルに対して女性は23,125米ドルの平均的な収入がある。この都市の一人当たりの収入 (per capita income) は16,995米ドルである。人口の13.3%及び家族の10.4%の収入は貧困線以下である。全人口のうち18歳未満の20.2%及び65歳以上の9.5%は貧困線以下の生活を送っている。